# Fast Flux Test Facility

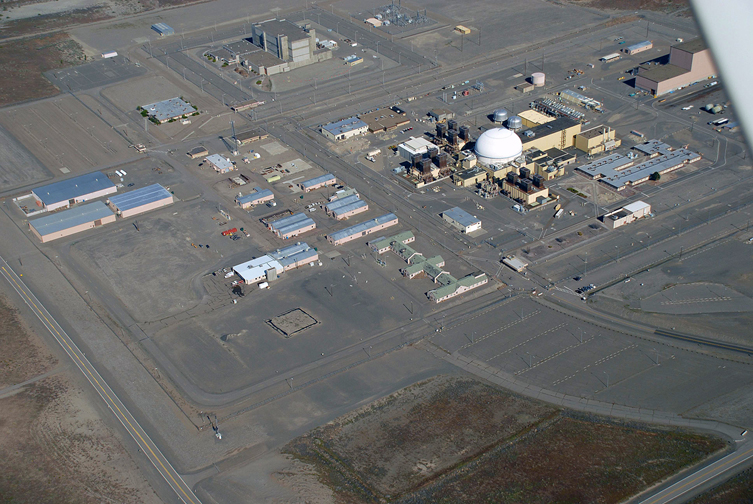
Vista aerea della Fast Flux Test Facility

La Fast Flux Test Facility è un prototipo di reattore nucleare autofertilizzante al sodio, con una potenza elettrica di 400 MWe, proprietà del DoE degli Stati Uniti d'America.
Si trova nella 400 Area del Hanford Site, nella porzione sud del bacino idrico del fiume Columbia, in un freddo pianoro steppico ad est della Catena delle Cascate che si trova nello Stato di Washington.

## Storia
La costruzione della FFTF venne completata nel 1978, e la prima reazione ebbe luogo nel 1980. Dall'aprile del (????) fino all'aprile del 1992, il reattore operava come un centro di ricerca nazionale per testare vari aspetti del disegno di nuovi futuri reattori commerciali, la loro operatività, specialmente in relazione al reattore nucleare autofertilizzante. La FFTF non è di per sé un reattore autofertilizzante, ma piuttosto un reattore a neutroni veloci, come dichiarato dal nome.
Nel sito ufficiale della FFTF, si dichiara che ha eseguito test su "combustibili nucleari avanzati, materiali, componenti, operatività generale del reattore nucleare per futuri impianti, protocolli di mantenimento, e disegni di aumentata sicurezza per il reattore."
Nel 1993, il numero di utilizzi possibili per il reattore diminuiva, dunque nel dicembre di quell'anno venne decisa la sua disattivazione. Progressivamente, nei successivi tre anni, le parti attive della struttura vennero gradualmente fermate, le barre di combustibile estratte e poste in contenitori per lo stoccaggio secco.
Nel gennaio del 1997, il DOE decise di mantenere il reattore in una condizione di standby, aspettando una decisione riguardo alla possibilità di incorporare l'impianto nel progetto governativo USA di produzione del trizio, destinato alla ricerca sia in medicina nucleare che di fusione nucleare.
Da allora, per opposte vicende legali lo smantellamento è stato avviato, fermato e riavviato a intervalli. Nel dicembre del 2001, lo smantellamento venne ripreso, dopo che il DOE stabilì che il FFTF non era necessario per la produzione di trizio. I lavori vennero fermati nel 2002 quando cominciarono le sedute della corte. Nel 2003, la deattivazione era ancora in atto, e il reattore si trova nello stato di cold standby (stadio previo al Safstore).
Nel maggio del 2005 il cesto di supporto al core venne trapanato per far scolare il sodio rimanente, fatto che in effetti rese il reattore non utilizzabile. Comunque, vennero iniziati studi tecnici per esaminare la possibilità di riparare il reattore. Dopo aver fatto scolare il sodio, il sistema venne riempito con argon in pressione ad alta purezza per prevenire la corrosione. Si pensa che sia possibile riparalo, dal momento che questo cesto di supporto è un'area non sottoposta ad alta pressione, e che il core del reattore non è stato brecciato (nel giugno del 2006).

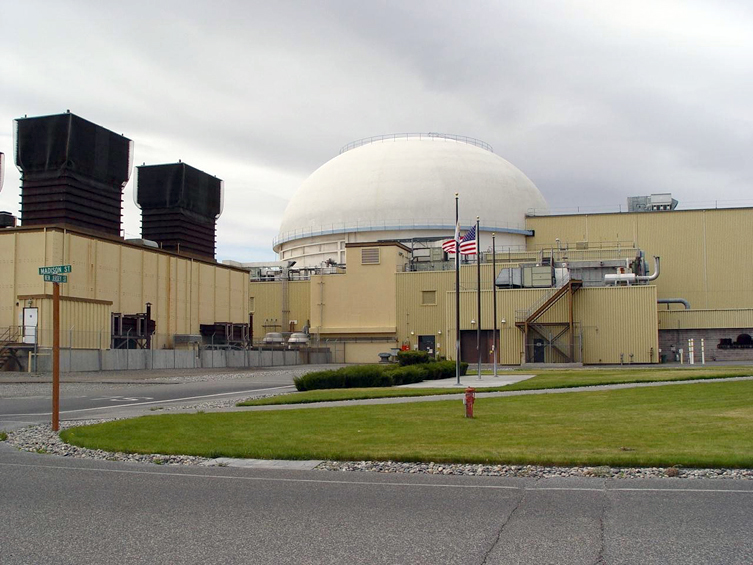
Vista della facciata principale del Fast Flux Test Facility

La principale ragione per il rinnovato interesse nei FFTF è che l'atteggiamento mondiale rispetto all'energia nucleare è cambiato a causa del mutamento climatico indotto dall'effetto serra; a causa degli elevati prezzi del petrolio (all'inizio degli anni 2010); e dal momento che gli USA hanno deciso di riprendere la strada sia della ricerca che della produzione di energia nucleare. Costruire un impianto simile nel 2010 verrebbe a costare tra i 2-5 miliardi di dollari (stimati).

## Riconoscimenti
Nell'aprile del 2006, lo FFTF venne dichiarato "National Nuclear Historic Landmark" da parte della American Nuclear Society. Alcuni tra i traguardi che raggiunse includono:
- L'esposizione alle radiazioni per gli operatori è stata pari ad 1/100º di quella nei reattori commerciali.
- Ha stabilito un record mondiale per lo sfruttamento del combustibile nucleare.
- Ha prodotto rari radioisotopi della più alta qualità, utili alla medicina e all'industria.
- In esso venne condotto il primo test di sicurezza passiva.
- Dimostrò la fattibilità commerciale per i componenti, materiali e combustibile nucleare dei reattori auto-fertilizzanti.
- Ha fornito dati sperimentali fondamentali per i programmi di fusione nucleare.
- Ha portato avanti lo sviluppo di combustibili e materiali atti ad alimentare le pile nucleari di sonde spaziali.
- Sono state testate le tecniche di miniaturizzazione dei reattori.
- Ha dimostrato la fattibilità della trasmutazione grazie ad un reattore del tecnezio-99 (altamente radioattivo, e pericoloso perché segue la via biologica del potassio), trasformandolo in un elemento non radioattivo. Il 99Tc è uno dei più problematici componenti a lunga vita delle scorie nucleari. La capacità di processare questo isotopo distruggendolo, riduce permanentemente i rischi associati allo stoccaggio a lungo termine.